# Janet MacLachlan
Janet MacLachlan (* 27. August 1933 in New York City, New York; † 11. Oktober 2010 in Los Angeles, Kalifornien) war eine US-amerikanische Schauspielerin.

## Leben
MacLachlan empfing 1955 am Hunter College einen Bachelor-Abschluss in Psychologie und erlebte 1962 ihr Broadway Debüt in Tiger, Tiger Burning Bright.
Ihr Debüt im Fernsehen hatte sie 1965 mit zwei Auftritten in der Fernsehserie Alfred Hitchcock zeigt. 1967 spielte sie die Gastrolle Charlene Masters in der Folge Auf Messers Schneide von Raumschiff Enterprise. Ein Jahr später verkörperte sie die Celia Baxter in einer Folge der Serie Invasion von der Wega.
In den 1970er Jahren trat sie in zahlreichen Fernsehserien als Gastschauspielerin auf, so etwa in Love Thy Neighbor (1973), Police Story (1974), Der Sechs-Millionen-Dollar-Mann (1975), Wonder Woman (1977) und Friends (1979). In den 1980er Jahren hatte sie unter anderem Rollen in den Fernsehserien Cagney & Lacey (1982–1987), Quincy (1983), Polizeirevier Hill Street (1984), California Clan (1985) und Mord ist ihr Hobby (1985–1994). In den 1990er Jahren nahm sie neben anderen an den Serien Hör mal, wer da hämmert (1995) und Murder One (1996–1997) teil.
Filme, in denen sie spielte, sind unter anderem Black Power (1968), Change of Mind (1969), ...tick... tick... tick... (1970), Halls of Anger (1970), McGee, der Tiger (1970), The Man (1972), Maurie (1973), Der Wolf hetzt die Meute (1984), Murphys Gesetz (1986), Der Knabe, der fliegen konnte (1986), Am Abgrund der Nacht (1994), Pinocchio – Puppe des Todes (1996) und The 13th Floor – Bist du was du denkst? (1999).
Am 11. Oktober 2010 verstarb MacLachlan im Alter von 77 Jahren im Kaiser Permanente Medical Center in Los Angeles. Sie lebte im Stadtteil Silver Lake von Los Angeles und hinterließ eine Tochter, die Schauspielerin Samantha MacLachlan.

## Filmografie (Auswahl)

### Filme
- 1968: Black Power (Up Tight!)
- 1969: Change of Mind
- 1970: …tick… tick… tick…
- 1970: Halls of Anger
- 1970: McGee, der Tiger (Darker Than Amber)
- 1972: The Man
- 1972: Das Jahr ohne Vater (Sounder)
- 1973: Maurie
- 1984: Der Wolf hetzt die Meute (Tightrope)
- 1986: Murphys Gesetz (Murphy’s Law)
- 1986: Der Knabe, der fliegen konnte (The Boy Who Could Fly)
- 1987: Big Shots – Zwei Kids gegen die Unterwelt (Big Shots)
- 1988: Maybe Baby – Am Anfang war der Klapperstorch (For Keeps?)
- 1993: 4 himmlische Freunde (Heart and Souls)
- 1994: The Last Days of Paradise (There Goes My Baby)
- 1994: Am Abgrund der Nacht (Criminal Passion)
- 1996: Wunder auf Bestellung  (The Big Squeeze)
- 1996: Pinocchio – Puppe des Todes (Pinocchio's Revenge)
- 1999: The 13th Floor – Bist du was du denkst? (The Thirteenth Floor)
- 2003: Black Listed

### Fernsehserien
- 1965: Alfred Hitchcock zeigt (The Alfred Hitchcock Hour, zwei Folgen)
- 1966–1968: FBI (The F.B.I., drei Folgen)
- 1967: The Girl from U.N.C.L.E. (eine Folge)
- 1967: Raumschiff Enterprise (Star Trek, eine Folge)
- 1968: Invasion von der Wega (The Invaders, eine Folge)
- 1968–1976: Insight (vier Folgen)
- 1970: Bill Cosby (The Bill Cosby Show, eine Folge)
- 1973: Love Thy Neighbor (drei Folgen)
- 1974: Police Story (eine Folge)
- 1975: Der Sechs-Millionen-Dollar-Mann (The Six Million Dollar Man, eine Folge)
- 1977: Wonder Woman (zwei Folgen)
- 1979: Friends (fünf Folgen)
- 1982–1987: Cagney & Lacey (sechs Folgen)
- 1983: Quincy (Quincy M.E., eine Folge)
- 1984: Polizeirevier Hill Street (Hill Street Blues, eine Folge)
- 1985: California Clan (Santa Barbara, vier Folgen)
- 1985/1994: Mord ist ihr Hobby (Murder, She Wrote, zwei Folgen)
- 1987: Golden Girls (eine Folge)
- 1995: Emergency Room – Die Notaufnahme (ER, eine Folge)
- 1995: Hör mal, wer da hämmert (Home Improvement, eine Folge)
- 1996–1997: Murder One (drei Folgen)